# Last Night a D.J. Saved My Life
Singles de Indeep
When Boys Talk
(1983)
Last Night a D.J. Saved My Life est une chanson du groupe américain Indeep sortie en single en décembre 1982 sur les labels Sound of New York et Becket Records. Elle a été incluse dans le premier album du même nom du groupe sorti en 1983.
La chanson, composée par Michael Cleveland et chantée par Réjane Magloire et Rose Marie Ramsey, est devenue un hit international du disco. Elle comporte également un rap à la fin, et plusieurs bruitages (crissements de pneus, sonnerie de téléphone et bruit d'une chasse d'eau que l'on tire) qui figurent sur le maxi-single.

## Réception

### Accueil commercial
Aux États-Unis, Last Night a D.J. Saved My Life atteint la dixième place du classement Billboard Hot Black Singles et la deuxième place du Billboard Hot Dance/Disco Club Play, mais n'a pas réussi à se classer dans le Billboard Hot 100, dans lequel il était devenu difficile pour des chansons post-disco à se classer au début des années 1980 en raison de la réaction anti-disco. En février 1983, le single atteint la 13e place au Royaume-Uni, et en mars 1983 aux Pays-Bas, à la 2e place du Top 40 néerlandais, du Nationale Hitparade et du TROS Top 50. Dans le classement européen diffusé sur Hilversum 3, l'Europarade, il atteint la 9e place.
En Belgique, il a atteint la deuxième place dans l'Ultratop 50 flamand ainsi que la première place du Top 30 diffusé sur Radio 2 de la BRT. Il s'est également classé à la cinquième place en Suisse, la douzième place en Autriche et la vingt-cinquième place en Nouvelle-Zélande. En Allemagne de l'Ouest, il s'est classé en dixième position.
En raison du succès limité des sorties ultérieures d'Indeep, le premier single du groupe a été son seul grand succès et la chanson a été qualifiée ultérieurement comme un succès sans lendemain.

### Accueil critique
Dans une critique parue dans le magazine Rolling Stone, la chanson est considérée comme « l'une des plus grandes chansons jamais écrites à propos du fait d'être une fille, d'écouter la radio ou d'une combinaison des deux » et, en 2005, les rédacteurs du magazine Blender l'ont classée à la 406e place de leur liste des 500 plus grandes chansons depuis votre naissance. En 2022, Rolling Stone l'a classée cinquième dans sa liste des 200 plus grandes chansons de danse de tous les temps.

## Liste des pistes
| A. | Last Night a D.J. Saved My Life | 4:16 |
| B. | D.J. Delight                    | 3:59 |

| A1.   | Last Night a D.J. Saved My Life (Vocal)    | 5:40 |
| A2.   | Last Night a D.J. Saved My Life (Acapella) | 3:04 |
| B.    | D.J. Delight                               | 6:58 |
| B(a). | Telephone Ringing Sound Effect             | 0:37 |
| B(b). | Screeching Tires Sound Effect              | 0:14 |
| B(c). | Flushing Toilet Sound Effect               | 2:34 |

## Crédits
Musiciens
- Rose Marie Ramsey – chant
- Réjane Magloire – chant[9]
- Michael Cleveland – rap, guitare, basse, écriture, arrangements
- Dave Reyes – batterie

Production
- Michael Cleveland, Reggie Thompson – production
- Andy Wallace – ingénieur du son
- Gene Griffin – producteur exécutif
- Tony Humphries – mixage

Crédits adaptés du livret de l'album.

## Classements et certifications
| Classement (1982–83)                   | Meilleure position |
| -------------------------------------- | ------------------ |
| Afrique du Sud (Springbok Top 20)      | 7                  |
| Allemagne de l'Ouest (Media Control)   | 10                 |
| Australie (Kent Music Report)          | 86                 |
| Autriche (Ö3 Austria Top 40)           | 12                 |
| Belgique (Flandre Ultratop 50 Singles) | 2                  |
| Espagne (AFYVE)                        | 7                  |
| États-Unis (Hot 100)                   | 101                |
| États-Unis (Hot Black Singles)         | 10                 |
| États-Unis (Hot Dance/Disco Club Play) | 2                  |
| Europe (Europarade)                    | 9                  |
| Finlande (Suomen virallinen lista)     | 5                  |
| France (SNEP)                          | 7                  |
| Grèce (Pop & Rock)                     | 1                  |
| Nouvelle-Zélande (RMNZ)                | 25                 |
| Pays-Bas (Nederlandse Top 40)          | 2                  |
| Pays-Bas (Nationale Hitparade)         | 2                  |
| Royaume-Uni (UK Singles Chart)         | 13                 |
| Suisse (Schweizer Hitparade)           | 5                  |
| Zimbabwe (ZIMA)                        | 1                  |

| Classement (1983)                    | Position |
| ------------------------------------ | -------- |
| Allemagne de l'Ouest (Media Control) | 60       |
| Belgique (Flandre Ultratop 50)       | 50       |
| France (SNEP)                        | 45       |
| Pays-Bas (Nederlandse Top 40)        | 43       |
| Pays-Bas (Nationale Hitparade)       | 27       |

| Région                                   | Certification | Ventes/Streams |
| ---------------------------------------- | ------------- | -------------- |
| Royaume-Uni (BPI)                        | Argent        | 200 000‡       |
| ‡ventes/streaming selon la certification |               |                |

## Reprises
En 1991, le chanteur québécois Jean Leloup y faisait allusion dans sa chanson 1990 (« Hier soir un DJ a sauvé mon âme avec cette chanson »).
Le musicien électro français Mr. Oizo s'est inspiré du titre de cette chanson pour son album sorti en 2000, Last Night a DJ Killed My Dog.
Mariah Carey a repris la chanson en 2001 sur son album Glitter. Le titre, accompagné de Busta Rhymes, Fabolous et DJ Clue, sort en single en 2002 et reçoit de bonnes critiques.
En 2001 également, les Black Eyed Peas ont repris ce titre qu'ils ont samplé et remixé dans la chanson Request Line sur l'album Bridging the Gap.
En 2002, le chanteur Tom Jones a repris Black Betty de Ram Jam sur la musique de Last Night a DJ Saved My Life, façon mashup.
En 2008, pour son Sticky & Sweet Tour, Madonna a également repris le refrain de la chanson au début de Music.
En 2010, elle est reprise dans la musique du ballet sur glace de Belfort.
En 2013, le titre est remixé par le groupe belge Milk Inc..
En 2014, le titre est à nouveau remixé, cette fois par le Français LeMarquis.
En 2020, c'est au tour du duo de rock nantais Ko Ko Mo de sortir une reprise du morceau,,.

## Cinéma
Le titre figure dans la bande originale du film Cashback.